# Кућа народног хероја Тихомира Матијевића
Кућа народног хероја Тихомира Матијевића у Луњевици, насељеном месту на територији општине Горњи Милановац представља непокретно културно добро као споменик културе.
Кућа је проглашена за споменик културе 1950. године.